# Heinrich Mühlbauer

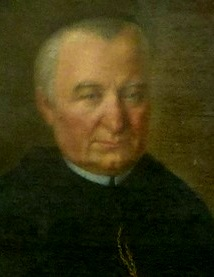
Heinrich Mühlbauer

Heinrich Mühlbauer OSB (* 1738 in Waldmünchen; † 5. März 1810 in Altenthann) war ein deutscher Benediktiner und letzter Abt des Klosters Frauenzell.

## Biographie
Heinrich Mühlbauer trat erst nach seiner Priesterweihe im Kloster Frauenzell ein. Zuvor war er als Kaplan in Sallern (heute Stadtteil von Regensburg) tätig. In Frauenzell wurde er zunächst als Professor der Philosophie und Theologie im Hausstudium des Klosters eingesetzt. Anschließend wirkte er als Vikar in den von Kloster Frauenzell betreuten Pfarreien Martinsneukirchen (1773–1780) und Zell (1780–1788). Am 14. Juli 1788 wurde er vom Konvent des Klosters zum neuen Abt gewählt. In diesem Amt zeigte er großes Geschick bei der Wahrung der guten wirtschaftlichen Lage des kleinen Klosters und bei der Aufrechterhaltung des hohen geistigen und geistlichen Lebens im Konvent.
Als das Kloster am 21. März 1803 im Rahmen der Säkularisation in Bayern aufgehoben wurde, zog Abt Heinrich Mühlbauer sich in die benachbarte Pfarrei Altenthann zurück, die bisher von Kloster Frauenzell betreut worden war. Hier starb er 1810 im Alter von 72 Jahren und wurde in der Pfarrkirche begraben. Der Grabstein, der ihm von den noch lebenden ehemaligen Mönchen von Frauenzell errichtet wurde, blieb in der am Beginn des 20. Jahrhunderts umgebauten und erweiterten Pfarrkirche erhalten. Ein Porträt des Abtes wird im Diözesanmuseum in Regensburg verwahrt.